# Patrick Le Tallec
Patrick Le Tallec (4 de agosto de 1954) é um matemático francês, conhecido por seu trabalho em física matemática nas áreas da mecânica dos fluidos e estruturas.

## Formação e carreira
Patrick Le Tallec estudou na École polytechnique (doutorado em 1976) e na École Nationale des Ponts et Chaussées (1978). Obteve um Ph.D. em 1980 na Universidade do Texas em Austin, orientado por John Tinsley Oden.
De 1988 a 1999 foi professor de matemática aplicada da universidade Paris-Dauphine. Durante este período foi também diretor de pesquisas do INRIA.

## Distinções
- Prémio Blaise Pascal da Académie des Sciences (1985)
- Prix CISI em cálculo científico (1991)
- Presidente da Société de mathématiques appliquées et industrielles (association française) (1999 – 2001)
- Membro do conselho científico do Commissariat à l’énergie atomique et aux énergies alternatives[2]
- cavaleiro da Ordem Nacional da Legião de Honra (2004)[3]
- cavaleiro da Ordem das Palmas Académicas (2010)
- oficial da Ordem Nacional do Mérito (França) (2015)[4]

## Obras
- R. Glowinsky; P. Le Tallec (1989).  SIAM, ed. Augmented Lagrangian and Operator-Splitting Methods in Nonlinear Mechanics (em inglês). [S.l.: s.n.] doi:10.1137/1.9781611970838
- P. Le Tallec (1990).  Masson / Springer Verlag, ed. Numerical Analysis of Viscoelastic Problems (em inglês). [S.l.: s.n.] ISBN 9-780-38752-450-4
- P. Le Tallec (1994).  North Holland, ed. Numerical Methods for Nonlinear Three Dimensional Elasticity (em inglês). III. [S.l.: s.n.] pp. 465–624
- P. Le Tallec (2000).  Éditions Ellipses, ed. Introduction à la  Dynamique des Structures. [S.l.: s.n.] ISBN 978-2729879945
- E. Laporte; P. Le Tallec (2002).  Birkhäuser Verlag, ed. Numerical Methods in Shape Optimisation and in Sensitivity Analysis (em inglês). [S.l.: s.n.] ISBN 978-1-4612-0069-7
- P. Le Tallec (2009).  Éditions de l'École Polytechnique, ed. Modélisation et calcul des milieux continus. [S.l.: s.n.] ISBN 978-2-7302-1494-0